# Italiani (film 1996)
Italiani è un film del 1996 diretto da Maurizio Ponzi.

## Trama
La trama del film si svolge interamente sul treno Freccia del Sud, che da Palermo, in una giornata a metà degli anni sessanta, parte alla volta di Milano, dove giungerà circa ventiquattro ore dopo, trasportando personaggi di ogni genere: famiglie di emigranti siciliani in cerca di lavoro al nord; Furio, un imprenditore settentrionale con interessi in Sicilia che porta con sé il figlio adolescente Edoardo e la giovane amante Angelica; Leonardo, un insegnante con la passione per la scrittura che viaggia per incontrare a Torino un editore che dovrà pubblicare un suo romanzo e che durante il viaggio incontra un'infermiera, Margherita, con una storia di delusioni sentimentali alle spalle.
Durante il lungo percorso attraverso la penisola italiana salgono sul treno altri personaggi: una giovane donna incinta, Maria, e un sacerdote, don Vincenzo. Durante il percorso la ragazza ha le doglie e, con l'aiuto di Margherita, partorisce una bambina, che decide di chiamare Donatella in quanto ritiene che le sia stata "donata"; altri avvenimenti si intrecciano e si svolgono fino al termine della corsa. Il conduttore della carrozza-letto è Ulisse, un giovane ferroviere che desidera essere trasferito a lavorare sui treni internazionali e che, durante una sosta notturna, vede passare un treno corrispondente, diretto al Sud, svolto con materiale rotabile molto più moderno e con a bordo gli stessi personaggi nelle situazioni in cui si trovano trent'anni dopo.
Si intrecciano così le storie di illusioni e delusioni dei trent'anni trascorsi: don Vincenzo è diventato vescovo; Edoardo ha ereditato dal padre sia l'azienda che l'amante; la trentenne Donatella, che si reca al nord per un concorso in magistratura, incontra il vescovo e gli racconta di essere nata su un treno che compiva lo stesso percorso; Margherita è rimasta incinta di Leonardo durante l'unica notte d'amore che hanno trascorso insieme per poi non rimanere insieme a lui quando è sceso dal treno, e suo figlio ha acquistato una copia del libro scritto da Leonardo senza sapere che si tratta di suo padre; il figlio degli emigranti siciliani che da bambino era rimasto affascinato dal treno e diceva di voler diventare un macchinista ferroviario lo è diventato davvero; Ulisse, ingrigito, non è riuscito a dare la svolta che desiderava alla sua carriera ed è diventato scettico e scontroso.